# Wilhelm Stieglitz
Wilhelm Stieglitz, ab 1888 von Stieglitz (* 5. Dezember 1830 in Altensteig; † 3. März 1907 in Stuttgart) war ein deutscher Jurist und Beamter.

## Leben
Der Sohn eines Kameral-Verwalters studierte ab dem Wintersemester 1848/1849 Eberhard Karls Universität Tübingen Rechtswissenschaften und wurde Mitglied der Landsmannschaft Ghibellinia Tübingen. Das Studium schloss er mit der Promotion zum Dr. jur. ab. Anschließend trat er in den Justizdienst und wurde 1884 Landgerichtsdirektor in Stuttgart. 1888 geadelt, wurde er Direktor im Württembergischen Justizparlament. 1895 wurde Stieglitz Wirklicher Staatsrat im Königlichen Geheimen Rat und Königlichen Staatsministerium mit dem Titel Exzellenz. 

## Veröffentlichungen
- Die Konkursordnung für das Deutsche Reich (1877. 02. 10): Nebst dem Einführungsgesetze und dem Württembergischen Ausführungsgesetze, Kommentar, Mohr Siebeck Verlag, 1887.